# Thomas Dagoneau
Thomas Dagoneau (ur. 14 marca 1983 w Le Mans) – francuski kierowca wyścigowy.